# Finales de la ABA de 1973
Las Finales de la ABA de 1973 fueron las series definitivas de los playoffs de 1973 y suponían la conclusión de la temporada 1972-73 de la ABA, con victoria de Indiana Pacers, campeón de la División Oeste, sobre Kentucky Colonels, campeón de la División Este. En la pista hubo dos jugadores que pasarían a formar parte del Basketball Hall of Fame, Gus Johnson de los Pacers y Dan Issel de los Colonels.

## Resumen
| Partido | Fecha       | Equipo local | Resultado | Equipo visitante |
| ------- | ----------- | ------------ | --------- | ---------------- |
| 1       | 28 de abril | Kentucky     | 107-111   | Indiana          |
| 2       | 30 de abril | Kentucky     | 114-102   | Indiana          |
| 3       | 3 de mayo   | Indiana      | 88-92     | Kentucky         |
| 4       | 5 de mayo   | Indiana      | 90-86     | Kentucky         |
| 5       | 8 de mayo   | Kentucky     | 86-89     | Indiana          |
| 6       | 10 de mayo  | Indiana      | 93-109    | Kentucky         |
| 7       | 12 de mayo  | Kentucky     | 81-88     | Indiana          |

Pacers gana las series 4-3

## Enfrentamientos en temporada regular
Durante la temporada regular, los Colonels y los Pacers se vieron las caras en ocho ocasiones, jugando cuatro encuentros en el Freedom Hall y otros cuatro en el Indiana State Fair Coliseum, ganando cada equipo sus partidos como local.
| 12 de octubre | Kentucky Colonels | 116–118 | Indiana Pacers |                                                |
|               |                   |         |                |                                                |
|               |                   |         |                | Pabellón: Indiana State Fair Coliseum, Indiana |

| 27 de octubre | Kentucky Colonels | 99–109 | Indiana Pacers |                                                |
|               |                   |        |                |                                                |
|               |                   |        |                | Pabellón: Indiana State Fair Coliseum, Indiana |

| 8 de diciembre | Indiana Pacers | 114–121 | Kentucky Colonels |                                    |
|                |                |         |                   |                                    |
|                |                |         |                   | Pabellón: Freedom Hall, Louisville |

| 26 de diciembre | Indiana Pacers | 120–129 | Kentucky Colonels |                                    |
|                 |                |         |                   |                                    |
|                 |                |         |                   | Pabellón: Freedom Hall, Louisville |

| 3 de enero | Indiana Pacers | 107–109 | Kentucky Colonels |                                    |
|            |                |         |                   |                                    |
|            |                |         |                   | Pabellón: Freedom Hall, Louisville |

| 25 de enero | Kentucky Colonels | 94–96 | Indiana Pacers |                                                |
|             |                   |       |                |                                                |
|             |                   |       |                | Pabellón: Indiana State Fair Coliseum, Indiana |

| 3 de febrero | Kentucky Colonels | 103–110 | Indiana Pacers |                                                |
|              |                   |         |                |                                                |
|              |                   |         |                | Pabellón: Indiana State Fair Coliseum, Indiana |

| 11 de febrero | Indiana Pacers | 87–98 | Kentucky Colonels |                                    |
|               |                |       |                   |                                    |
|               |                |       |                   | Pabellón: Freedom Hall, Louisville |